# 1055 Tynka
1055 Tynka è un asteroide della fascia principale. Scoperto nel 1925, presenta un'orbita caratterizzata da un semiasse maggiore pari a 2,1985533 UA e da un'eccentricità di 0,2076906, inclinata di 5,27203° rispetto all'eclittica.
L'asteroide prende il nome dalla madre del suo scopritore.